# Тонкая красная линия
Тонкая красная линия (англ. The Thin Red Line) — историческое событие, оборона 93-го пехотного полка сатерлендских хайлендеров в битве при Балаклаве 25 октября 1854 года. Этот эпизод Крымской войны в дальнейшем стал явлением английской культуры.
Для того, чтобы прикрыть слишком широкий фронт возможной атаки русской кавалерии, командир бригады генерал-майор сэр Колин Кэмпбелл приказал  солдатам 93-го полка построиться в две шеренги, вместо предусмотренных уставом в таких случаях четырёх шеренг. Мундиры британской армии были красного цвета, отсюда и пошло название «Тонкая красная линия», которое стало в английском языке художественным образом — символом стойкости и самопожертвования. При этом сама атака так и не произошла.

## Сражение
Отряд русской кавалерии численностью около 2000 сабель продвигался к английскому лагерю, располагавшемуся возле деревни Кадыкой (ныне часть Балаклавы). Русская кавалерия разделилась на три группы, и лишь около 600 из них двинулись к небольшой возвышенности, за которой скрытно располагалась «Тонкая красная линия». Это были 1-й Уральский казачий полк подполковника Хорошихина и 3 сотни 53-го Донского казачьего полка полковника Александрова. Остальные силы русской кавалерии, Саксен-Веймарский и Лейхтенбергский гусарские полки 6-й лёгкой кавалерийской дивизии, под командованием генерала Рыжова в это время вели бой с тяжёлой кавалерийской бригадой генерала Скарлета. Отряд Рыжова входил в 23-тысячную армию генерала Павла Липранди.
Это было ранним утром, и перед приближающимися уральскими и донскими казаками скрытно занял оборону 93-й пехотный полк сатерлендских хайлендеров численностью около 500 человек. Ряд российских и зарубежных историков утверждают, что на флангах шотландцев стояли турецкие солдаты, выздоравливающие, солдаты из разных частей, ветераны-инвалиды (всего, вместе с шотландцами, около 1000 человек). Кроме того, рядом были 2 батареи из 10 орудий. В самой Балаклаве находился отряд Королевской морской пехоты (1100 человек). Кэмпбелл сказал своим солдатам: «Приказа к отходу не будет, парни. Вы должны умереть там, где стоите». Адъютант Кэмпбелла, Джон Скотт, ответил: «Есть, сэр Колин. Если понадобится, мы готовы». По уставу Кэмпбелл должен был построить полк глубиной в четыре шеренги, но он понимал, что фронт его обороны слишком широк, а людей недостаточно для такого построения. Чтобы удержать занимаемые позиции, Кэмпбелл построил полк только в две шеренги. Подобный вид боевого построения был признан в Англии нормальным в 1808 году. Кэмпбелл понимал, что обученная и сплочённая пехота огнём с места без особых проблем справится с любой кавалерийской массой, если, конечно, последняя не решится своими трупами завалить взятую позицию. То же самое понимали и русские военачальники.
Казаки, погарцевав и продемонстрировав намерение сокрушительной атаки, внезапно от неё отказались, остановившись в 500 метрах от холма. Шотландцы не выдержали нервного напряжения и открыли огонь, тем самым раскрыв свои позиции. 93-й полк дал три недружных залпа: с 800, 500 и 350 ярдов. С такой дистанции было трудно попасть в противника и нанести существенный урон. Казаки выкрикивали оскорбления в сторону шотландцев и затем отступили, тем более что они могли уже получить сведения, что отряд Рыжова рассеян и тяжелая бригада Скарлета в любой момент может оказаться у них тылу. Некоторые шотландцы будто бы попытались контратаковать, но сэр Колин остановил их с криком: «Девяносто третий, к чёрту вашу нетерпеливость!»
Ранее горцы Кэмпбелла принимали участие в битве на Альме и осаде Севастополя. Многие бойцы полка были представлены к Кресту Виктории.
Корреспондент «Таймс» Уильям Рассел, который присутствовал при этом событии, описал потом шотландский полк в этот момент как «тонкую красную полоску, ощетинившуюся сталью». Со временем это выражение перешло в устойчивый оборот «тонкая красная линия», обозначающий оборону из последних сил.
Английский историк Дж. Денисон, чей фундаментальный труд по истории конницы был издан в 1877 году, писал, что «русские эскадроны совсем не собирались атаковать, а просто производили демонстрацию с целью побудить противника развернуть свои силы».

## «Тонкая красная линия» в искусстве
Битва увековечена в 1881 году на картине Роберта Гибба под тем же названием, которая выставлена в шотландском Национальном военном музее в Эдинбургском замке. Другое живописное полотно висит в актовом зале Высшей школы Глазго, где учился Кэмпбелл. На картине изображены падающие от выстрелов в упор русские кавалеристы, чего в действительности не было.
Джеймс Джонс написал роман об американских солдатах, сражавшихся за Гуадалканал в годы Второй мировой войны, под названием «Тонкая красная линия». По роману были сняты художественные фильмы в 1964 и в 1998 году.
В 1986 году канадская рок-группа Glass Tiger выпустила свой дебютный альбом The Thin Red Line, заглавная песня которого посвящена шотландским горцам в сражении при Балаклаве.
В альбоме 1997 года Unleash the Beast английской хеви-метал-группы Saxon есть песня «The Thin Red Line», посвящённая событиям Балаклавского сражения.
По аналогии с «тонкой красной линией» правоохранители многих стран используют термин «Тонкая синяя линия» как символ немногочисленных сил полиции, стоящих на страже закона от беспорядков.